# Celosia
Celosia es un pequeño género de plantas de la familia Amaranthaceae. Se las cultiva como ornamentales por su inflorescencia. 

## Descripción
Son hierbas o subarbustos, anuales o perennes, tallos erectos o escandentes, tallos y ramas glabros o pubescentes con tricomas simples, cortos, multicelulares; plantas hermafroditas. Hojas alternas, lanceoladas, elípticas, ovadas o deltoide-panduradas, a menudo conspicuamente decurrentes sobre el pecíolo, generalmente glabras en la haz, dispersa o escasamente pubescentes en el envés con tricomas multicelulares simples; subsésiles o pecioladas. Inflorescencias de espigas, tirsos compactos o alargados o estructuras 1–2 veces ramificadas, semejantes a una panícula, con las flores en espigas terminales cortas y axilares en las ramas exteriores, brácteas lanceoladas, ovadas o deltoides, glabras o frecuentemente ciliadas sólo en el margen, bractéolas más cortas que la flor, lanceoladas, ovadas o deltoides, glabras o escasamente pubescentes en el margen con tricomas simples, subsésiles o en un pedículo corto, cresta ausente, flores solitarias; tépalos 5, lanceolados, subelípticos u ovados, iguales o ligeramente desiguales, libres hasta la base, escariosos y tornándose membranáceos y delgados en el margen o completamente membranáceos, no endurecidos, 1, 3, 5 o 7-nervios, glabros o muy escasamente pubescentes; estambres 5, filamentos angostamente lineares, gradualmente ensanchados hacia abajo y unidos en una cúpula, lobos de los filamentos ausentes, anteras biloculares; pseudoestaminodios triangulares, mucho más cortos que la parte libre del filamento, o ausentes; ovario multiovulado, estilo alargado o corto y no diferenciado, estigma 2 (3)-lobado, los lobos cortamente redondeado-triangulares o subulados. Fruto un utrículo escarioso, circuncísil; semillas 2–25, lenticulares, reticuladas, tuberculadas o canaliculadas, negras, sin arilo; flores generalmente permaneciendo en la planta en la madurez.

## Distribución y hábitat
Género con 50 especies distribuidas en las regiones tropicales y subtropicales de ambos hemisferios;
Comprende 187 especies descritas y de éstas, solo 51 aceptadas.

## Taxonomía
El género fue descrito por Carlos Linneo y publicado en Species Plantarum 1: 205–206. 1753.

#### Etimología
Celosia deriva del griego κήλεος —kéleos—, que significa «ardiente», por sus inflorescencias en forma de llama.

## Algunas especies aceptadas
A continuación se brinda un listado de las especies del género Celosia aceptadas hasta septiembre de 2012, ordenadas alfabéticamente. Para cada una se indica el nombre binomial seguido del autor, abreviado según las convenciones y usos.
- Celosia arenaria  Salzm. ex Seub.
- Celosia argentea
- Celosia cristata L.
- Celosia cuneifolia Baker
- Celosia gracilenta Suess. & Overk.
- Celosia nitida Vahl
- Celosia palmeri S.Watson
- Celosia plumosa Hort. ex Burv.
- Celosia staticodes Hiern
- Celosia trigyna Willd. ex Wall.
- Celosia virgata Jacq.
- Celosia whitei W.F.Grant

## Imágenes

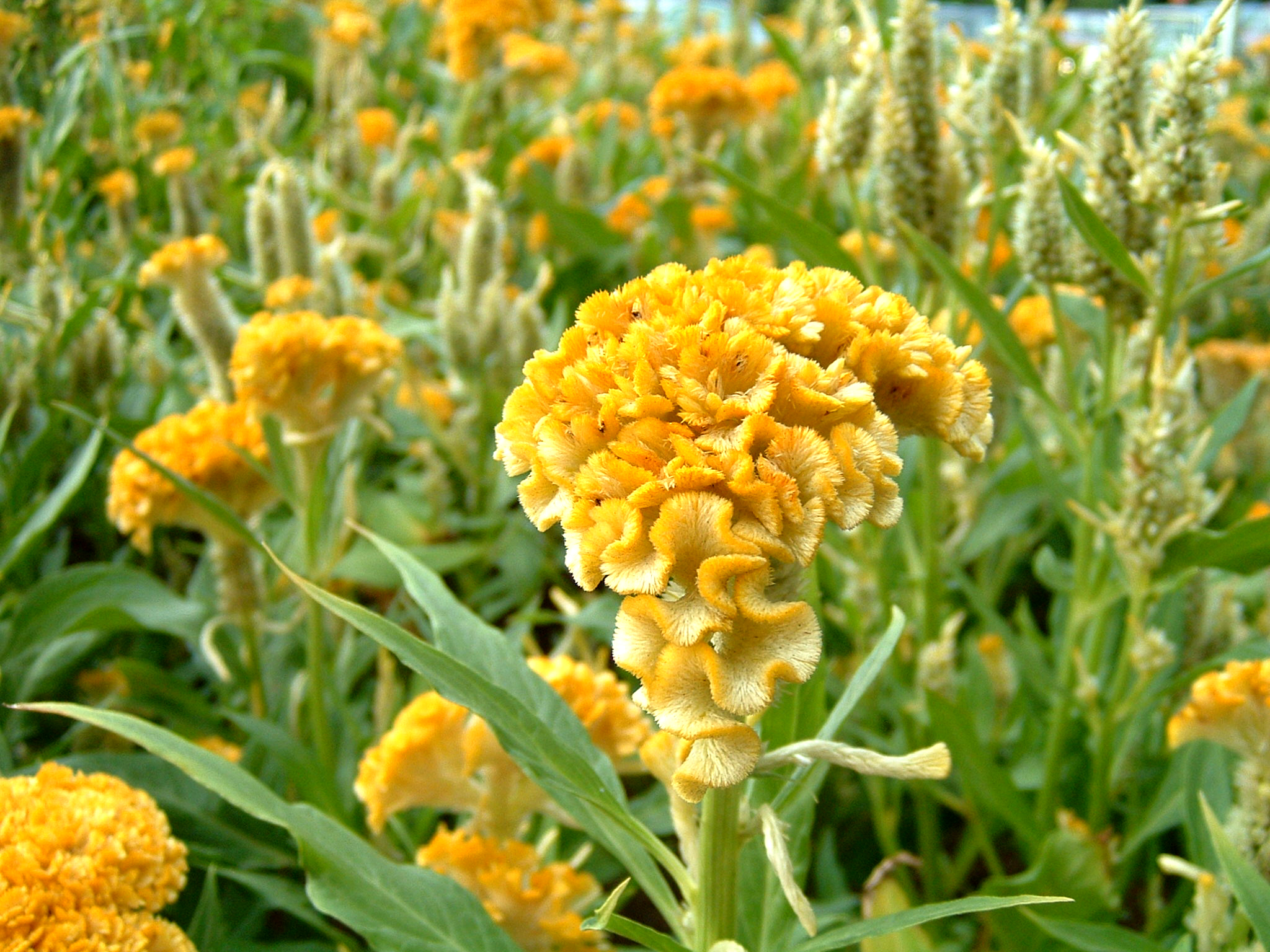
Celosia cristata. Nombre común: Toreador amarillo.
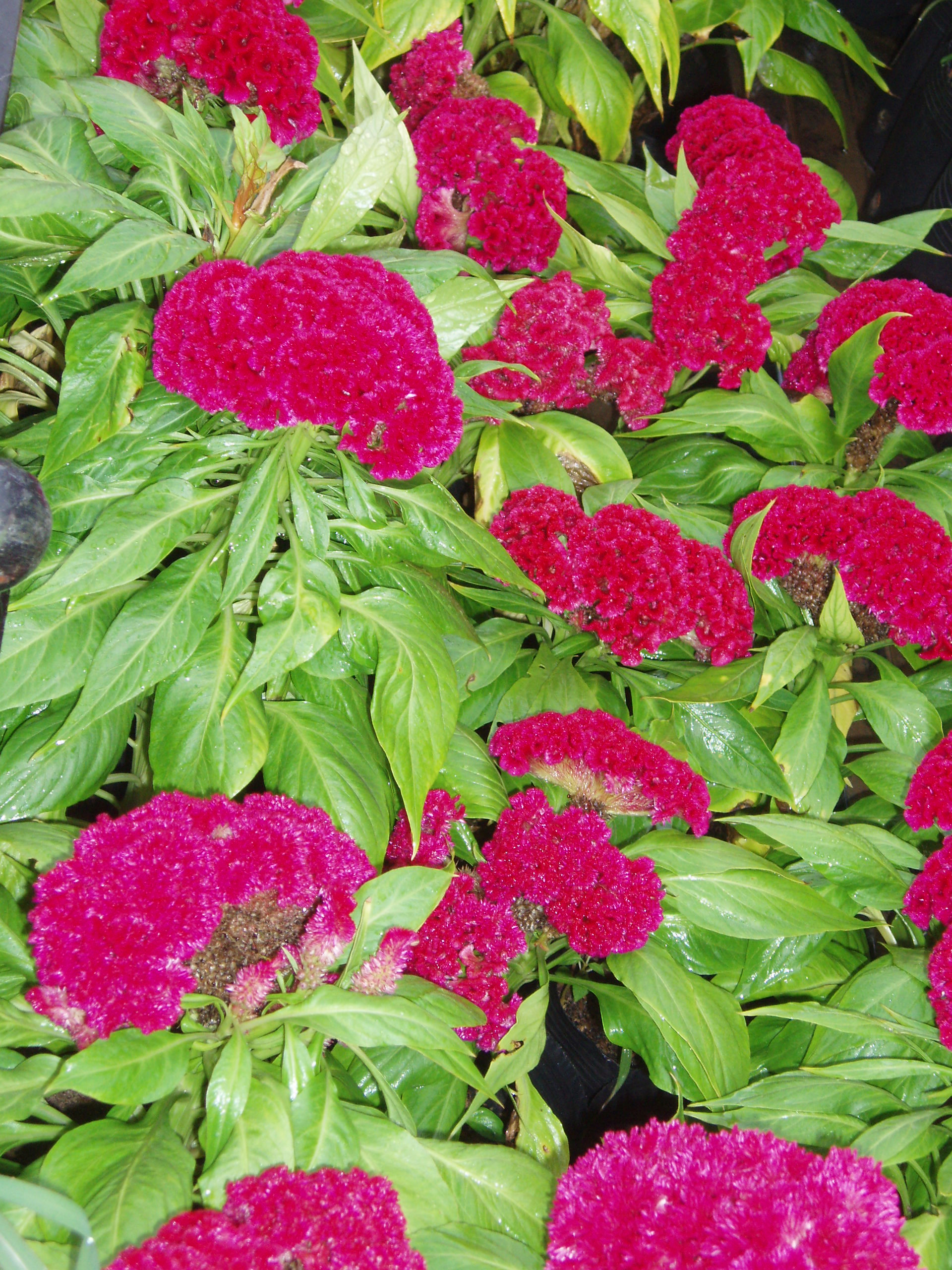
Celosia cristata. Nombre común: Flor de terciopelo.
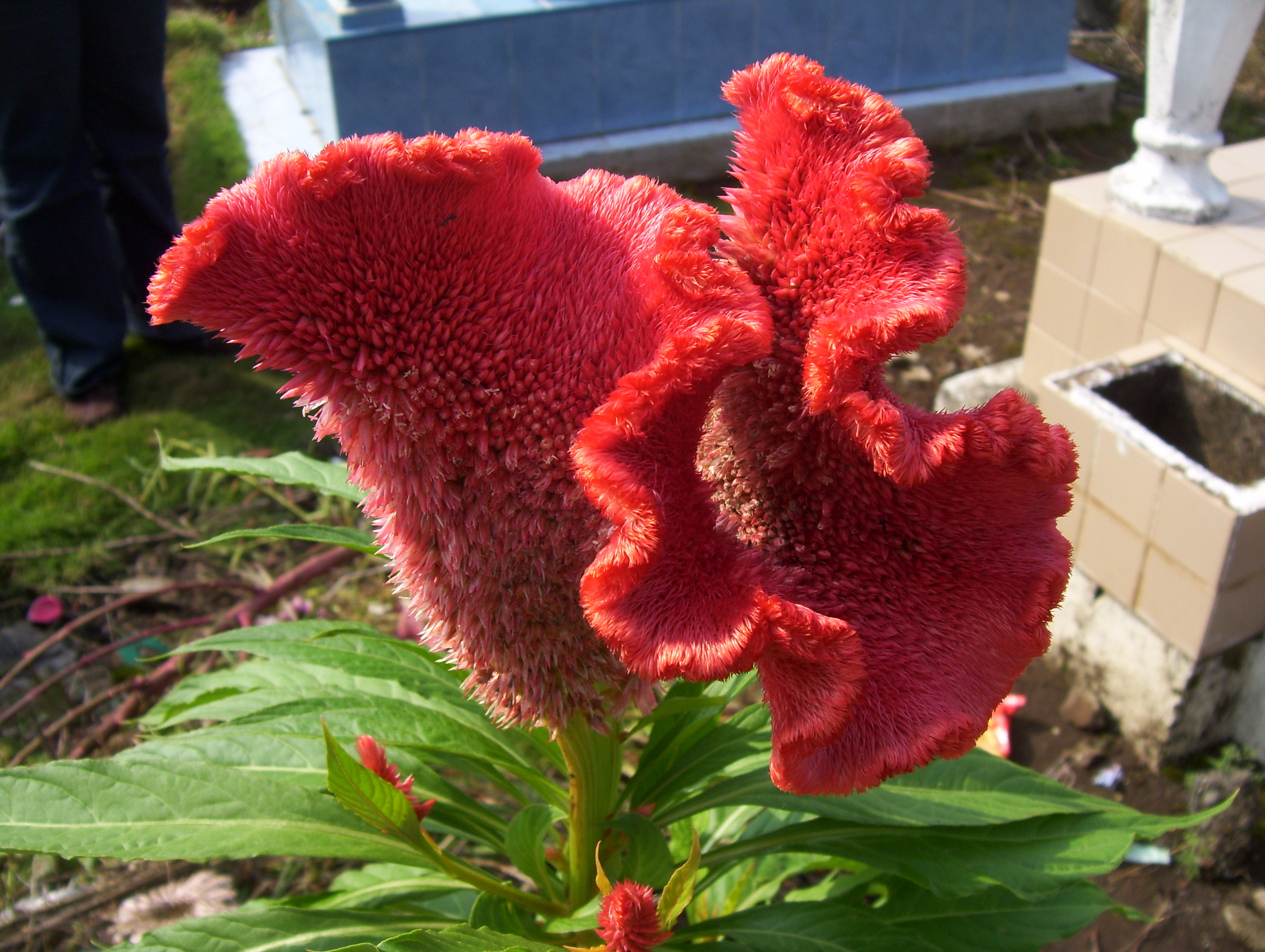
Celosia argentea cristata Nombre común: Cresta de gallo o Flor de terciopelo